# Place Jacques-et-Thérèse-Tréfouël
La place Jacques-et-Thérèse-Tréfouël est située dans le quartier Necker, dans le 15e arrondissement de Paris.

## Situation et accès
Elle se situe à la jonction du boulevard Pasteur, des rues de Vaugirard, Edmond-Guillout et du Docteur-Roux.

## Origine du nom
Cette place rend hommage à Jacques Tréfouël (1897-1977), chimiste, directeur de l'institut Pasteur de 1940 à 1965, et à Thérèse Tréfouël (1892-1978), née Boyer, son épouse et sa collaboratrice au laboratoire de chimie thérapeutique de l'Institut, dirigé par Ernest Fourneau.
Jacques et Thérèse Tréfouël ont signé en commun de nombreuses publications, parmi lesquelles il faut noter celle de la découverte, en 1935, avec Federico Nitti et Daniel Bovet, futur prix Nobel, des propriétés thérapeutiques du sulfanilamide.

## Historique
C'est par arrêté municipal en date du 9 janvier 1987, à l'occasion du dixième anniversaire de la mort du chimiste pastorien, que ce terre-plein central a été nommé « place Jacques-et-Thérèse-Tréfouël ».